# Volker Haeseler
Volker Haeseler ist ein deutscher Biologe und emeritierter Professor für Terrestrische Ökologie der Carl von Ossietzky Universität Oldenburg.
Volker Haeseler und seine Arbeitsgruppe (AG) arbeiten in der terrestrischen Ökologie, mit dem Schwerpunkt Tierökologie. Die AG arbeitet zu verschiedenen Tiergruppen, mit einem Schwerpunkt auf Insekten und andere Wirbellose (Invertebraten). Dabei werden die Artendiversität, die Interaktionen, die Bionomie und synökologische Aspekte untersucht und verglichen. Schwerpunktordnung sind dabei Hautflügler (Hymenoptera), denen in verschiedenen Bereichen eine besondere Steuerfunktion zukommt (z. B. als Bestäuber von Blütenpflanzen oder als Antagonisten verschiedener Wirbelloser).
Er engagiert sich für den Schutz der europäischen Küstendünen. Seit 1976 ist er Mitherausgeber der Fachzeitschrift DROSERA.

## Publikationen (Auswahl)
- 1988: Entstehung und heutiger Zustand der jungen Düneninseln Memmert und Mellum sowie Forschungsprogramm zur Besiedlung durch Insekten und andere Gliederfüßer. In: Drosera '88 (1/2). 1. Auflage. Isensee Verlag, Oldenburg 1988, 5–46. ISBN 3-920557-80-8
- 2001: Zur Wespen- und Bienenfauna des Brookdeichs bei Oldenburg i. O. Abgerufen am 27. Juli 2015.
- 2005: Stechimmen der Steller Heide bei Bremen im Zeitraum 1985 bis 2004 (Hymenoptera: Aculeata). – Abh. Naturwiss. Verein Bremen 45/3: 621–656.
- 2005: Osmia chrysoperla sp. nov., a new bee of the subgenus Hemiosmia Tkalcu, 1975 with notes on the identification and distribution of species closely related to O. (Hemiosmia) balearica Schmiedeknecht, 1885 (Hymenoptera, Apoidea, Megachilidae). - Entomofauna 26: 473–492.